# Stomaž, Ajdovščina
Stomaž este o localitate din comuna Ajdovščina, Slovenia, cu o populație de 324 de locuitori.